# Silver Surfer

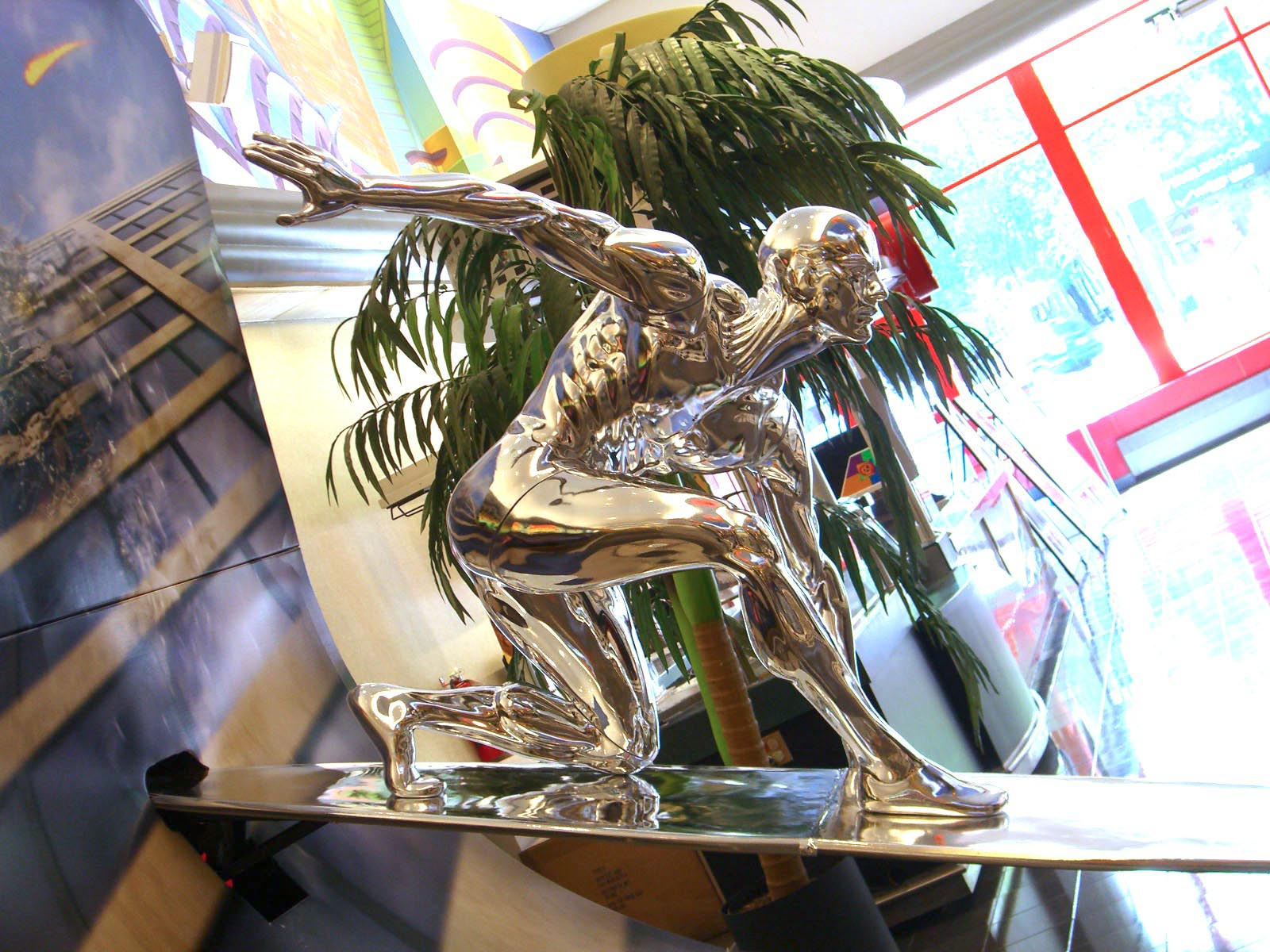
Staty av Silver Surfer i en biograflobby.

Silver Surfer (kallad Silversurfaren på svenska till och med 1980-talet), är en amerikansk tecknad seriefigur, en superhjälte med starka religiösa undertoner. Figuren skapades av Jack Kirby och Stan Lee för Marvel Comics och hade premiär i serietidningen Fantastic Four nummer 48 (1966).
Silver Surfer kommer ursprungligen från planeten Zenn-La och bar där namnet Norrin Radd. I ett försök att rädda sin hemplanet och sin älskade Shalla-Bal bad han Galactus att ta honom som sin härold i utbyte mot att Galactus inte skulle sluka Zenn-La. Galactus ger Norrin Radd lite av sin egen kosmiska kraft för att kunna tjäna honom som Silversurfaren. I första framträdandet kommer Silver Surfer till jorden i ett försök att hitta en planet åt sin härskare Galactus. Väl på jorden så möter han Fantastic Four som motsätter sig den mäktige Galactus.
Han sätter sig till slut upp mot sin härskare för att hjälpa Fantastic Four att rädda mänskligheten. Galactus straffar Silver Surfer genom att fängsla honom inom jordens atmosfär. Detta medför att han, som är helt omedveten om ont och gott, kastas in i lärdomens vagga när han tvingas vistas på jorden. Fantastic Four och deras nära vän Alicia Masters lär Silver Surfer omedvetet en hel del om medkänsla och mänskligt[källa behövs] beteende.

## Film
Figuren Silver Surfer medverkar bland annat i filmen Fantastic Four: Rise of the Silver Surfer från 2007.

## Kuriosa
Figuren har inspirerat artistnamnet till den svenske rockmusikern Zilverzurfarn, gitarrist i 80-talets calypsopunkgrupp Dag Vag.